# Ondas beta

Muestra de un trazado de electroencefalograma, filtrado para mostrar únicamente las ondas beta.

Las ondas beta son oscilaciones electromagnéticas en el segundo rango más alto de frecuencia (12 Hz-30 Hz), siendo ondas gamma las del primer rango, y se detectan en el cerebro humano a través de un electroencefalograma. Están asociadas con etapas de «sueño nulo», donde se está despertando y consciente, las ondas beta son más frecuentes en comparación con las ondas delta, alfa y theta.